# Ойон
Ойон (баск. Oion, ісп. Oyón, офіційна назва Oyón-Oion) — муніципалітет в Іспанії, у складі автономної спільноти Країна Басків, у провінції Алава. Населення — 3150 осіб (2009).
Муніципалітет розташований на відстані близько 250 км на північний схід від Мадрида, 43 км на південний схід від Віторії.
На території муніципалітету розташовані такі населені пункти: Ойон (адміністративний центр), Барріобусто/Горребусто, Лабраса.

## Демографія
Динаміка населення (INE ):

## Галерея зображень

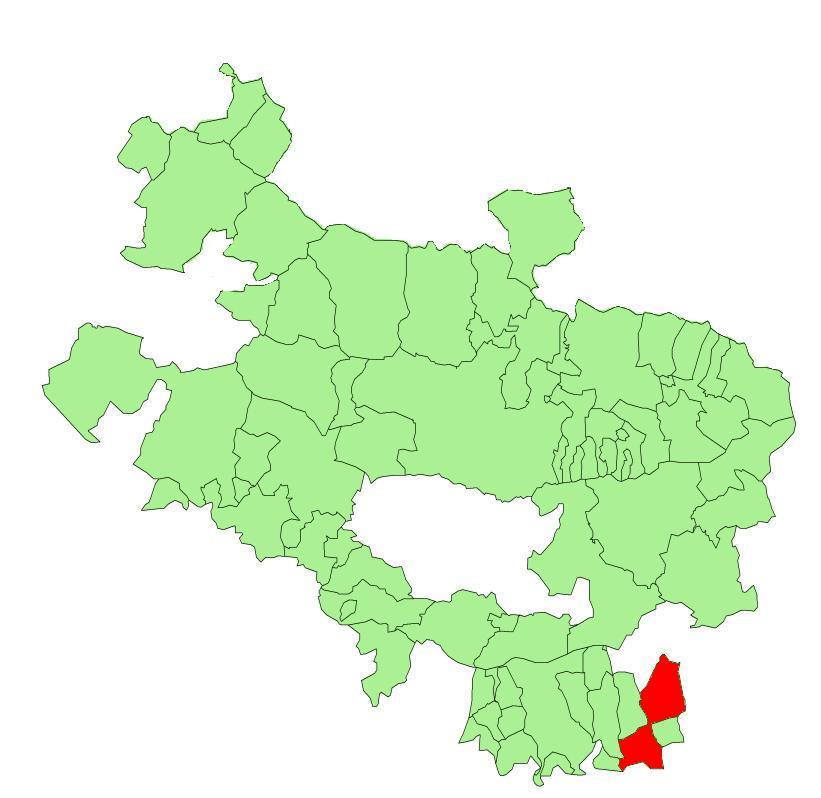
Розташування муніципалітету
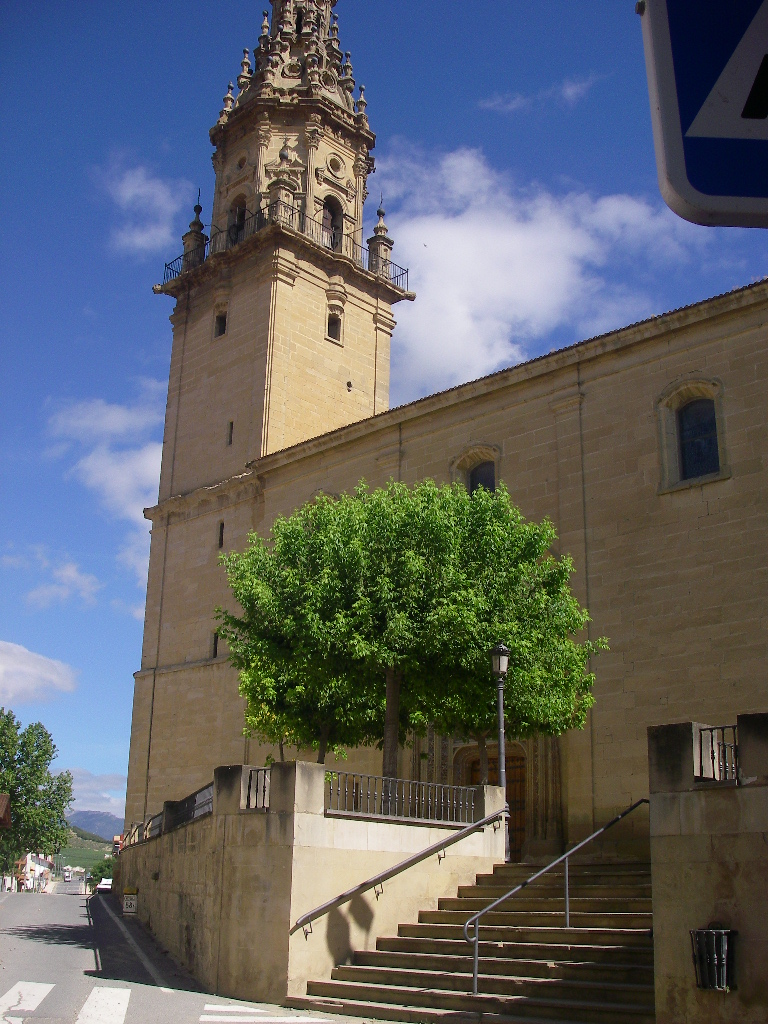
Церква Санта-Марія-де-ла-Асунсьйон, Ойон
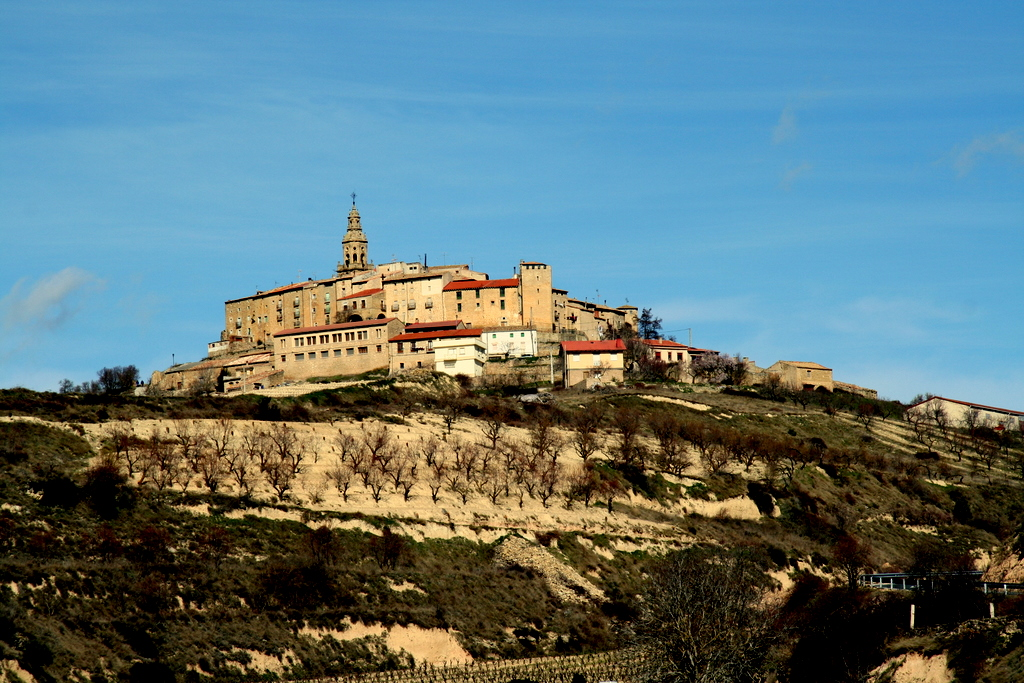
Лабраса